# Stanisław Zieliński (historyk)
Stanisław Zieliński (ur. 11 listopada 1880 w Środzie, zm. 29 września 1936 w Warszawie) – polski historyk, działacz społeczny i niepodległościowy, redaktor i publicysta.

## Życiorys
Studiował w Krakowie i we Lwowie. Od młodości był zaangażowany w działalność niepodległościową. Działał w Organizacji Młodzieży Narodowej na ziemi poznańskiej, we Lwowie, Paryżu i w Szwajcarii. Należał do organizacji „Czerwona Róża” i „Zet”. W 1903 organizował na Mazurach polską akcję wyborczą, kiedy to pod auspicjami Mazurskiej Partii Ludowej wspierano kandydaturę Zenona Lewandowskiego. W 1906 zamieszkał w Szczytnie. 1 lipca tego roku ukazał się pierwszy numer założonego przez Zielińskiego pisma „Mazur”, był on także jego redaktorem. W 1907 otrzymał funkcję sekretarza i skarbnika Mazurskiej Partii Ludowej, a zarazem został jednym z jej niejawnych przywódców. Jego związki z kołami katolickimi w Wielkopolsce wywołały w partii głęboki kryzys i wystąpienie z niej wielu radykalistów. Aby uniknąć inwigilacji władz pruskich opuścił w drugiej połowie 1907 Szczytno i wyemigrował do Szwajcarii. Od 1910 zajmował stanowisko kierownika biblioteki Muzeum Narodu Polskiego w Rapperswilu, równolegle w latach 1913–1914 redagował miesięcznik „Mitteilungen des polnischen Pressebureau”, w latach 1916–1918 był kierownikiem Polskiego Biura Prasowego Naczelnego Komitetu Narodowego w Szwajcarii. Na początku 1919 powrócił wraz z żoną Danutą do Polski i przez rok pełnił funkcję sekretarza generalnego Mazurskiego Komitetu Plebiscytowego, który się mieścił w Warszawie. Zasłynął próbą zmiany niekorzystnego terminu plebiscytu, za co został przez polskie władze odwołany z zajmowanego stanowiska. Jako ochotnik brał udział w wojnie polsko-bolszewickiej. Zajmował się bibliotekarstwem, pracował jako redaktor. Pracował w Centralnej Bibliotece Wojskowej w Warszawie. Następnie związał swoje losy z Ligą Morską i Kolonialną. Uchodził za pioniera myśli morskiej i kolonialnej. Został pochowany na cmentarzu Powązkowskim w Warszawie.

## Publikacje
- Bitwy i potyczki 1863–1864 (1913)
- Spis chronologiczny i alfabetyczny bitew i potyczek 1863–1864 (1913)
- Mały słownik pionierów polskich kolonjalnych i morskich. Podróżnicy, odkrywcy, zdobywcy, badacze, eksploratorzy, emigranci-pamiętnikarze, działacze i pisarze migracyjni (1933)
- Wybitne czyny Polaków na obczyźnie (1935)

## Ordery i odznaczenia
- Krzyż Niepodległości
- Złoty Krzyż Zasługi (10 listopada 1933)[1]